# 15 Armia Lotnicza
15 Armia Lotnicza (ros. 15-я воздушная армия) – jedna z armii Związku Radzieckiego.

## Historia
15 Armię Lotniczą utworzono w 1942 roku. W czasie walk na froncie wschodnim wchodziła w skład 2 Frontu Bałtyckiego który powstał 20 października 1943 roku z przemianowania Frontu Bałtyckiego. 
15 Armia Lotnicza uczestniczyła w bitwie na łuku kurskim. W tym czasie dowództwo armii tworzyli następujący oficerowie: dowódca Nikołaj Naumienko, zastępca dowódcy do spraw politycznych N. Suchaczew, szef sztabu A. Sakownin oraz szef zarządu politycznego G. Chudiakow. 

## Dowódcy armii
- gen. lejtn. Grigorij Worożejkin
- gen. lejtn. Nikołaj Naumienko[2]
- gen. mjr Michaił Lipanow